# Yugo Ichiyanagi
Yugo Ichiyanagi (Tokio, 2 april 1985) is een Japans voetballer.

## Carrière
Yugo Ichiyanagi speelde tussen 2003 en 2012 voor Tokyo Verdy, Sagan Tosu, Vegalta Sendai en Fagiano Okayama. Hij tekende in 2012 bij Matsumoto Yamaga FC.